# IX symfonia e-moll „Z Nowego Świata”

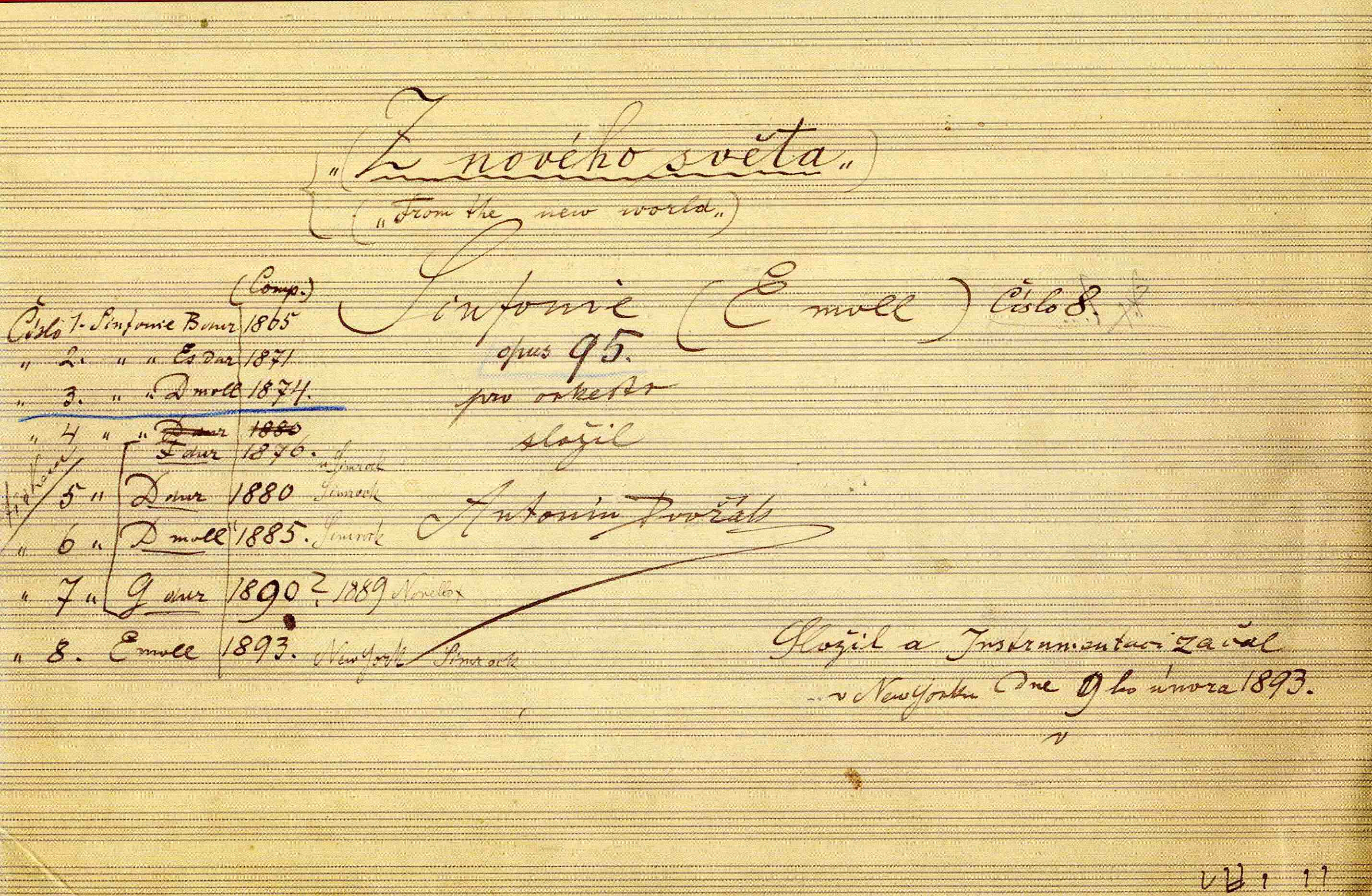
Rękopis strony tytułowej symfonii „Z Nowego Świata”

IX symfonia e-moll „Z Nowego Świata”, op. 95 – utwór instrumentalny, skomponowany przez Antonína Dvořáka w 1893.
Jest najbardziej znaną i najczęściej wykonywaną ze wszystkich symfonii Dvořáka. Nie ma jednoznacznie określonego programu literackiego, choć w II części (Largo) można odnaleźć wpływ poematu Henry'ego Longfellowa The Song of Hiawatha. Dvořák skomponował tę symfonię podczas pobytu w Stanach Zjednoczonych w latach 1892–1895. Starał się w niej oddać charakter Ameryki końca XIX wieku. Finał z fanfarowym motywem przewodnim ukazuje wciąż ewoluującą wielokulturową metropolię.

## Budowa
Symfonia składa się z czterech części:
- I. Adagio – Allegro molto
- II. Largo
- III. Scherzo: Molto vivace – Poco sostenuto
- IV. Allegro con fuoco